# بطمون فارسي
بطمون فارسي (الاسم العلمي:Potamon persicum) هو نوع من قشريات يتبع جنس البطمون من فصيلة البطمونات.